# Maria Rudolf
Marija Rudolf (Gorizia, 17 agosto 1926 – Opicina, 22 dicembre 2012) è stata una partigiana slovena con cittadinanza italiana, superstite del campo di concentramento di Auschwitz.

## Biografia
Crebbe in un paese vicino al confine sloveno, dove visse insieme al padre Massimiliano, la madre Teresa Kobal e una sorella e due fratelli (il fratello minore morì di meningite all'età di dieci anni).
Dopo l'armistizio dell'8 settembre 1943 la Zona d'operazioni del Litorale adriatico fu annessa al Terzo Reich e l'attività dei gruppi di partigiani contro i nazifascisti conobbe un forte incremento. La Rudolf fece parte della Resistenza; nelle vesti di staffetta, ruolo assegnato a molte donne che operarono nelle file partigiane, il suo compito era quello di mantenere i rapporti tra i vari gruppi combattenti, trasportando e consegnando messaggi e dispacci. Quando la sua attività fu scoperta, la Rudolf venne arrestata e rinchiusa nel carcere di Gorizia. Sottoposta a processo insieme ad altri due altri giovani partigiani, il 13 giugno 1944 venne assolta. Ciononostante non fu rilasciata, ma tradotta nelle prigioni di Trieste.
Il 2 settembre 1944 venne deportata da Trieste al campo di concentramento di Auschwitz, dove giunse dopo un viaggio di cinque giorni. Fu immatricolata con il numero 88492, tatuato sul suo avambraccio. Durante la prigionia, nutrendosi degli avanzi delle malate del campo, riusciva a nutrirsi più di altre sue compagne; per questa condotta rischiò di essere scoperta e uccisa.
Il 14 ottobre 1944, dopo quaranta giorni trascorsi ad Auschwitz, Maria Rudolf venne selezionata per andare a lavorare in una fabbrica e trasferita al campo di concentramento di Flossenbürg. Ricevette inoltre un nuovo numero di matricola, questa volta cucito sulla camicia: 60301. Nella città di Plauen che si trova nelle vicinanze di Flossenbürg, fu costretta a lavorare nella fabbrica OSRAM che produceva lampadine spia per aerei da guerra. Maria Rudolf descrive la sua Kapò (una tedesca in divisa) nella fabbrica come una donna cattiva e brutale.
Nell'aprile del 1945 la fabbrica fu bombardata e incendiata dagli Alleati. Assieme ad altre cinque compagne, la Rudolf scappò in un bosco vicino in attesa delle liberazione, che avvenne dopo qualche giorno. Solo nell‘agosto del 1945, dopo un viaggio di ben 28 giorni, poté rientrare a casa. Per tanti anni dopo la sua liberazione riuscì a incontrare in diverse occasioni alcune compagne di allora, con le quali poté rinnovare la memoria della loro comune esperienza.
Svolse una preziosa attività di testimone, specialmente a favore degli studenti.
Morì nel 2012, all'età di 86 anni, a Trieste; aveva un figlio e due figlie.